# الحود (النادرة)

تعديل مصدري - تعديل

الحود محلة تابعة لقرية ضوس، التابعة لعزلة حدة بمديرية النادرة إحدى مديريات محافظة إب في الجمهورية اليمنية، بلغ تعداد سكانها 36 حسب تعداد اليمن لعام 2004.